# Laura Vicuña
Blahoslavená Laura Vicuña (5. dubna 1891 Santiago de Chile – 22. ledna 1904 Junín de los Andes, Argentina) byla chilská římskokatolická dívka, která toužila po řeholním životě. Je patronkou týraných dětí a obětí znásilnění.

## Život
Narodila se ve šlechtické rodině Josého Dominga a Mercedes Piñové. Musela s rodiči uprchnout před zuřící občanskou válkou do And, kde náhle zemřel její otec. Potom se s matkou a sestrou přestěhovaly do Argentiny. Laura byla v devíti letech přijata do ústavu Dcer Panny Marie Pomocnice. Hluboce na ni zapůsobila svátost prvního svatého přijímání a tak se rozhodla sloužit Bohu. Do deníku si zapsala „Bože… Raději chci umřít, než abych Tě urazila hříchem. Chci udělat všechno pro to, aby Tě lidé poznali a milovali. Chci napravit jejich urážky a urážky celé mé rodiny.“ Dne 8. prosince 1901 se Laura stala členkou sdružení Dcer Panny Marie Pomocnice, po poradě se zpovědníkem složila slib evangelních rad. V roce 1902 potkala mons. Cagliera a poprosila jej, aby ji zapsal mezi řeholní aspirantky. Cagliero to pro její nízký věk odmítl. Lauřina matka žila ve volném vztahu s mužem Manuelem Morou a potřebovala, aby bylo na jeho statku postaráno o její dcery. Laura pobytem na statku u Manuela Mory velmi trpěla a ve svých modlitbách se nabídla Bohu jako oběť za svou matku. Zemřela 22. ledna 1904. Dne 3. září 1988 ji papež sv. Jan Pavel II. prohlásil za blahoslavenou.